# 大塞拉
大塞拉是巴西帕拉伊巴州的一个市镇。总面积83.473平方公里，总人口3045人，人口密度36.5人/平方公里。